# Bogumił Studziński
Bogumił Studziński (ur. 24 października 1931 w Kamieniu Dużym k. Opoczna, zm. 20 lipca 1987 w Warszawie) – polski prawnik, działacz opozycji w PRL, działacz katolicki i społeczny.

## Życiorys
Od 1945 uczestniczył w konspiracji antykomunistycznej, za co w 1951 został skazany na karę 10 lat pozbawienia wolności, zwolniony na mocy amnestii w 1955. W latach 1956–1960 studiował prawo na Uniwersytecie Warszawskim, w latach 1960–1962 na Uniwersytecie Jagiellońskim, równocześnie pracując, w latach 1956–1960 w hurtowni „Społem”, w latach 1960–1962 w Centrali Handlu Zagranicznego „Polimex”. Po ukończeniu studiów pracował w Fabryce Tarcz Ściernych w Grodzisku Mazowieckim (1963–1965), a od 1965 jako radca prawny (od 1968 do 1982 w Głównym Urzędzie Telekomunikacji Międzymiastowej, od 1982 do 1987 w Biurze Projektów „Balneoprojekt”.
Od 1960 do rozwiązania w 1970 był członkiem zarządu Towarzystwa Rozwoju Ziem Zachodnich, od 1966 należał do Towarzystwa Przytułku św. Franciszka Salezego w Warszawie, w latach 1968–1986 był sekretarzem zarządu, od 1986 do śmierci wiceprezesem towarzystwa. Od 1970 był członkiem Klubu Inteligencji Katolickiej w Warszawie, w latach 1976–1984 i 1986–1987 członkiem zarządu KIK.
Jesienią 1976 nawiązał współpracę z Komitetem Obrony Robotników, badał okoliczności śmierci ks. Romana Kotlarza. W 1977 należał do założycieli Ruchu Obrony Praw Człowieka i Obywatela, od maja 1978 członkiem rady konsultacyjnej pisma Opinia, w którym publikował pod swoim nazwiskiem. W czerwcu 1978 w jego mieszkaniu odbyło się III Ogólnopolskie Spotkanie ROPCiO, jesienią 1978 został szefem warszawskiego Biura Pomocy Społecznej ROPCiO, po rozłamie w organizacji znalazł się w tzw. Radzie Sygnatariuszy, która popierała Andrzeja Czumę. Równocześnie wspierał niezależny ruch chłopski, doradzał Komitetom Samoobrony Chłopskiej Ziemi Lubelskiej, Grójeckiej i Rzeszowskiej, w 1979 był sygnatariuszem oświadczenia o utworzeniu niezależnego Ośrodka Myśli Ludowej. Figurował w stopce pisma Gospodarz jako członek redakcji (z Piotrem Typiakiem – pismo wydawali faktycznie Stanisław Michalkiewicz i Tadeusz Szozda).
W latach 1980–1981 był członkiem Komisji Interwencji i Praworządności Regionu Mazowsze NSZZ „Solidarność”, współpracował także Biurem Interwencyjnym Ogólnopolskiego Komitetu Założycielskiego NSZZ RI „Solidarność”. Był internowany do 13 grudnia 1981 do 15 lipca 1982. Następnie współpracował z Prymasowskim Komitetem Pomocy Osobom Pozbawionym Wolności i ich Rodzinom
Opublikował w II obiegu prace Wieś polska w latach 1944–1978 (1979), Rozwój alkoholizmu w Polsce. Przyczyny i skutki (1984), Uwierzmy we własne siły (1984) i W lochach socjalizmu (1988 – pośmiertnie).
Postanowieniem Prezydenta RP Lecha Kaczyńskiego z 11 listopada 2006 pośmiertnie został odznaczony Krzyżem Komandorskim Orderu Odrodzenia Polski za wybitne zasługi dla niepodległości Rzeczypospolitej Polskiej, za działalność na rzecz przemian demokratycznych w kraju, za upowszechnianie wiedzy o dziejach Narodu Polskiego.